# أولاد سيدي بلقاسم (الصباب)
أولاد سيدي بلقاسم هي إحدى مشيخات المملكة المغربية، تتبع جغرافيا لإقليم جرسيف وإداريًا لالصباب. يقدر عدد سكانها بـ 2359 نسمة حسب الإحصاء الرسمي للسكان والسكنى لسنة 2004.